# 海部友光
海部 友光（かいふ ともみつ）は、戦国時代から安土桃山時代にかけての武将。三好氏の家臣。阿波国海部城主。

## 生涯
｢海部町史｣では鷲住王の末裔とされている。
海部之親の子として誕生。永禄年間（1558年 - 1570年）に友光によって海部城が築かれたという説がある。
元亀2年（1571年）に那佐湾に漂着した長宗我部元親の弟・島親益を討つ。弟の死に激怒した元親により天正3年（1575年）及び天正5年（1577年）に海部城は落城した。その後、友光は紀伊国の縁者を頼って落ち延びたと伝えられるが、経緯は不明である。